# Santarellina (spettacolo)
Santarellina è uno spettacolo di rivista presentato dalla Compagnia Molinari nella stagione 1929-1930. Il debutto, al Teatro Nuovo di Napoli, è avvenuto il 22 ottobre 1929.

## Critica
(Corriere di Napoli, 17 settembre 1929)